# Tiempo de la montaña
El tiempo de la montaña o zona Pacífico es el huso horario oficial correspondiente al UTC -7 es decir, siete horas menos que en el tiempo universal coordinado o UTC (Universal Time Coordinated), también conocido como horario GMT(Greenwich Mean Time).

## Territorios donde se usa

### México
El tiempo de la montaña tiene vigencia
| - Baja California Sur | - Nayarit 1 - Sinaloa | - Sonora - Islas Revillagigedo2 (Colima) |

2: con excepción de la isla Clarión, que utiliza el horario del pacífico  UTC-05:00 utiliza el horario de la Zona
Zona de Centro UTC-06:00 UTC-05:00 2025 2 de marzo de 2025 2:00 las México
El tiempo de la montaña tiene vigencia en la mayoría de los estados de la región noroeste del país.
Se encuentran en el tiempo de la montaña los estados de: 
| - Baja California Sur | - Nayarit1 - Sinaloa | - Sonora - Islas Revillagigedo2 (Colima) |

1: con excepción oficial del municipio de Bahía de Banderas, que utiliza el horario de la Zona Centro.

2: con excepción de la isla Clarión, que utiliza el horario del pacífico 

### Estados Unidos
Este huso horario corresponde en Estados Unidos al Tiempo Estándar de la Montaña que ocupa los estados de Arizona, Colorado, parte de Idaho, parte de Kansas, Montana, parte de Nebraska, parte de Nevada, Nuevo México, parte de Dakota del Norte, parte de Oklahoma, parte de Dakota del Sur, parte de Oregón, la parte más occidental de Texas (condados de El Paso y Hudspeth), Utah y Wyoming.

### Canadá
En Canadá corresponde al Tiempo Estándar de la Montaña, utilizado por todo la provincia de Alberta, una parte de la provincia de la Columbia Británica, una pequeña parte de Saskatchewan que rodea la ciudad de Lloydminster, la parte occidental de Territorios del Noroeste y todo el territorio del Yukón.

### Otros lugares
El resto del huso horario corresponde al Pacífico Sur, sin que haya en ella población alguna, pues aunque le correspondería geográficamente a la Isla de Pascua, legalmente esta usa el UTC -6.

## Horario de verano

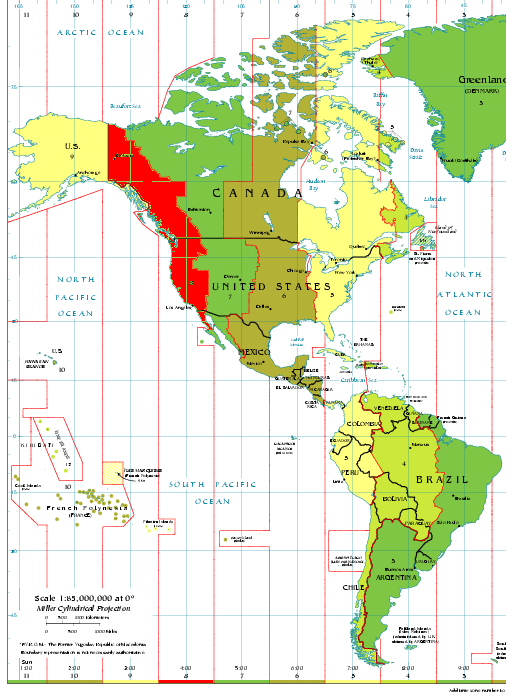
Mapa América

Durante el horario de verano, este huso horario cambia al de la Zona Centro (del UTC -7 al UTC -6). Este huso correspondiente al Tiempo Estándar del Centro canadiense y estadounidense, también al huso horario utilizado en casi toda Centroamérica.
En México se implementa el horario de verano entre el primer domingo de abril y el último domingo de octubre.
La Zona Pacífico cambia este periodo del huso UTC -7 al UTC -6, con excepción del estado de Sonora, que es el único estado en México que no implementa el horario de verano, así como el vecino estado de Arizona, que tampoco lo hace.
El estado de Baja California, ubicado en la Zona Noroeste, cambia este periodo del huso UTC -8 al UTC -7. Baja California ha utilizado el horario de verano desde hace muchas décadas, y hasta 1996 era el único estado mexicano que utilizaba el horario de verano.
De acuerdo al CENAM, las islas Revillagigedo tampoco utilizan el horario de verano. Por lo que las islas Socorro, San Benedicto y Roca Partida al igual que Sonora utilizan todo el año el huso UTC -7. La isla isla Clarión utiliza todo el año el huso UTC -8, por lo que en verano en México se utilizan 4 husos horarios diferentes.

## Localidades mexicanas
Principales ciudades mexicanas en el Tiempo de la Montaña:
- Cabo San Lucas, Baja California Sur
- Ciudad Juárez, Chihuahua
- Ciudad Cuauhtémoc, Chihuahua
- Ciudad Delicias, Chihuahua
- Ciudad Obregon, Sonora
- Chihuahua, Chihuahua
- Aldama (Chihuahua), Chihuahua
- Culiacán, Sinaloa
- Ensenada, Baja California
- Escuinapa de Hidalgo, Sinaloa
- Hermosillo, Sonora
- Hidalgo del Parral, Chihuahua
- Guamúchil, Sinaloa
- Guasave, Sinaloa
- Guaymas, Sonora
- La Paz, Baja California Sur
- Los Mochis, Sinaloa
- Mazatlán, Sinaloa
- Mexicali, Baja California
- Navojoa, Sonora
- Nogales, Sonora
- Rosarito, Baja California
- San José del Cabo, Baja California Sur
- San Luis Río Colorado, Sonora
- Santiago Ixcuintla, Nayarit
- Tecate, Baja California
- Tepic, Nayarit
- Tijuana, Baja California

La autoridad mexicana que regula la hora exacta y los husos horarios es el Centro Nacional de Metrología (CENAM) dependiente de la Secretaría de Economía.